# 사리원청년경기장
사리원청년경기장(沙里院靑年競技場)은 조선민주주의인민공화국 황해북도 사리원시에 위치한 종합경기장이다.
경기장에는 축구, 농구, 배구, 육상을 비롯한 체조, 탁구, 레슬링, 역, 유도, 권투, 체조 등의 경기와 훈련을 동시에 진행할 수 있는 체육시설들이 구비되어 있다.